# Foz do Iguaçu
Foz do Iguaçu (kar v portugalščini pomeni »izliv reke Iguaçu«) je mesto s 309.000 prebivalci v brazilski zvezni državi Paraná. Nahaja se okoli 650 km zahodno od prestolnice Curitibe. Kot pove že ime, leži ob izlivu reke Iguaçu v reko Parana, ki predstavlja tromejo Brazilije, Argentine in Paragvaja.
Ozemlje, kjer danes stoji Foz do Iguaçu, je prvotno pripadalo Paragvaju, po vojni trojnega zavezništva leta 1865 pa je prešlo pod Brazilijo. Spočetka je tam stala le vojaška kolonija, leta 1910 so na njenem mestu ustanovili naselbino Vila Iguazu, 10. junija 1914 pa je postala mesto Foz do Iguassu. Leta 1945 je bila sprejeta reforma portugalskega jezika in v skladu z njo je mesto dobilo današnje ime Foz do Iguaçu. Poleg bližine Iguasujskih slapov, kjer so leta 1939 ustanovili prvi narodni park, so na razvoj mesta pomembno vplivali še izgradnja leta 1965 dokončanega Mostu prijateljstva, ki ga povezuje s paragvajskim mestom Ciudad del Este in tamkajšnjo brezcarinsko cono, leta 1985 dograjeni most Tancredo Neves, ki ga povezuje z argentinskim mestom Puerto Iguazú. Leta 2005 so mestni svetniki brazilske socialdemokratske stranke želeli mestu vrniti staro ime Foz do Iguassu, ker naj bi ga bilo tako lažje najti v internetnih iskalnikih in ker naj jezikovna reforma iz leta 1945 sploh ne bi zahtevala preimenovanja že obstoječih lastnih imen. Namero so opustili, ker naj bi po neuradnih anketah kar 70 % meščanov nasprotovalo preimenovanju.
Mestu dajejo pečat številni priseljenci (Arabci, Kitajci, Nemci, Italijani, Libanonci, Paragvajci, Argentinci, Palestinci, Francozi, Švedi, Portugalci, Ukrajinci idr.). Kitajska skupnost je z okoli 25.000 pripadniki druga (za São Paulom), muslimanska pa z okoli 20.000 pripadniki tretja najštevilčnejša (za São Paulom in Rio de Janeirom) v Braziliji. Prevladujoče religije so rimskokatoliška, protestantizem in spiritualizem, pomembni sta še islam in budizem. V mestu tako stoji največji budistični tempelj v Braziliji, mošeja Omarja ibn al- Khataba pa naj bi bila celo največja izven Bližnjega vzhoda. 
Zaradi bližine Iguasujskih slapov, ki ležijo le dobrih 20 km vzhodno od mesta, je pomembna dejavnost turizem, zaradi česar je mesto eno najbolj obiskanih v Braziliji. Pomemben delodajalec je hidroelektrarna Itaipú, ki zaposluje okoli 5000 prebivalcev. V mestu je tudi nekaj tekstilne industrije.
Foz do Iguaçu je dom za jez Itaipu in hidroelektrarne, ki je pričela obratovati leta 1984, druge največje hidroelektrarno na svetu za proizvodnjo električne energije, po jezu Treh sotesk na Kitajskem. Z 20 generatorji in 14.000 MW nameščene zmogljivosti zagotavlja približno 15 % energije, porabljene v Braziliji, in 86 % energije, porabljene v Paragvaju.
Mesto ima nizko stopnjo kriminala po brazilskih standardih.

## Znamenitosti
Mesto je eno najbolj obiskanih turističnih destinacij v Braziliji. Največ turistov je Brazilcev in Argentincev. Mesto ima približno 100 hotelov in gostiln. Njegove glavne znamenitosti so:
- Iguasujski slapovi, ki imajo pretočno zmogljivost trikrat večjo od Niagarskih slapov. Del slapov je na brazilski strani. Drugi so na argentinski strani. Hudičevo grlo (Garganta do Diabo v portugalščini) je najvišji od slapov, ki je visok 97 m;
- Narodni park Iguasu v Braziliji in Argentini, kjer so slapovi. Zaščiten je z IBAMA;
- Jez Itaipu, drugi največji proizvajalec hidroelektrarn na svetu, v reki Parana med Brazilijo in Paragvajem;
- Tríplice Fronteira (tromejnik), kjer se srečujejo meje Brazilija, Argentina in Paragvaj. Vsaka stran ima svojo oznako (mejnik);
- Mošeja Omar Ibn Al-Khattab, največja v Južni Ameriki;
- Ptičji park (Parque das Aves), v katerem je zbirka divjih ptic in mestni živalski vrt Bosque Guaraní.